# Pyrinia itunaria
Pyrinia itunaria är en fjärilsart som beskrevs av Walker 1860. Pyrinia itunaria ingår i släktet Pyrinia och familjen mätare. Inga underarter finns listade.